# Hugo Grilo
Hugo Miguel Grilo Francisco (sinh ngày 28 tháng 7 năm 1986), hay đơn giản Hugo Grilo, is a Portuguese footballer thi đấu cho Oriental ở vị trí hậu vệ.

## Sự nghiệp câu lạc bộ
Là một sản phẩm của học viện trẻ của Benfica, anh không có suất ở đội một. Thay vào đó anh có khoảng thời gian ngắn thi đấu cho Benfica B từ 2004 đến 2005. Sau khi được câu lạc bộ giải phóng, anh gia nhập Operário năm 2005. Mặc dù anh gặp khủng hoảng ở mùa giải đầu tiên, anh trở thành cầu thủ đá chính năm 2006. Anh có hơn 25 lần ra sân trong mỗi mùa giải đến năm 2011, khi anh rời khỏi câu lạc bộ.
Năm 2011, anh gia nhập Oriental. He made 28 appearances in his first season with the club.